# Cellosonate Nr. 2 (Beethoven)

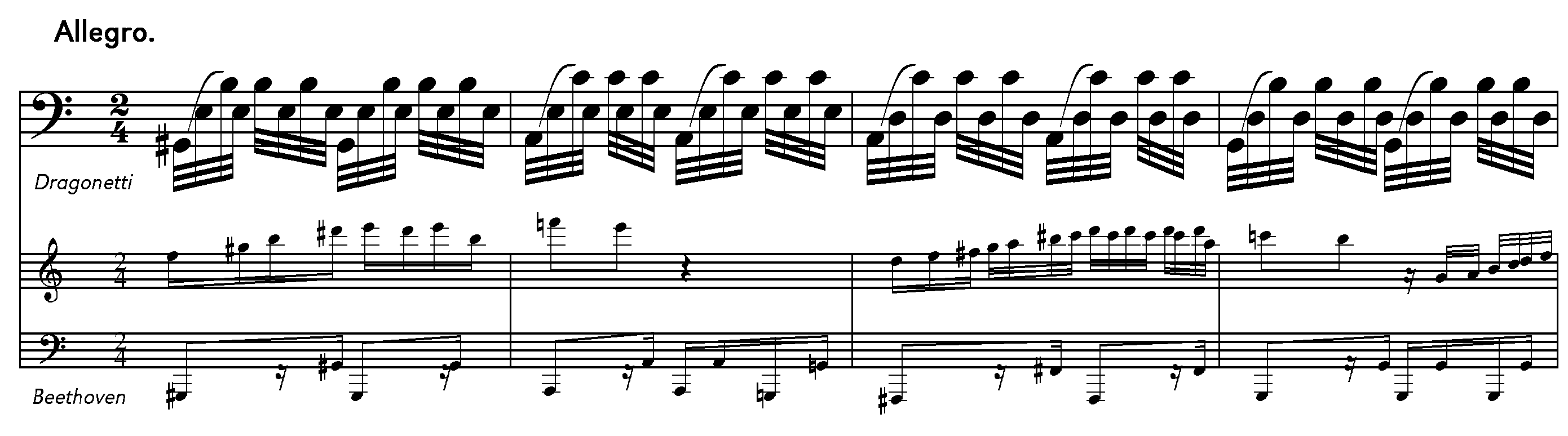
Arpeggio-Passage aus dem Finale der Sonate Nr. 2 (hier in der Version für Klavier und Kontrabass, von Beethoven und Domenico Dragonetti 1799 so aufgeführt).

Die Cellosonate Nr. 2 g-Moll op. 5,2 ist eine Sonate für Cello und Klavier von Ludwig van Beethoven.

## Entstehung
Die Komposition entstand im Jahre 1796 in Berlin. Beethoven fühlte sich zu der Komposition der Cellosonate Nr. 2 g-moll op. 5,2 ebenso wie bei der Cellosonate Nr. 1 nach einer Begegnung mit dem Cellisten Jean-Louis Duport am preußischen Hof von König Friedrich Wilhelm II. in Berlin inspiriert.

## Zur Musik
Die in Beethovens erste Schaffensperiode fallende Cellosonate Nr. 2 g-Moll op. 5,2 ist, ebenso wie ihr Schwesterwerk, das erste Werk ihrer Art, in dem das Cello eine gleichberechtigte Rolle neben dem Klavier einnimmt. Sie folgt der gleichen Konzeption, die möglicherweise an Mozarts C-Dur-Violinsonate KV 303 entlehnt ist, zeigt aber dennoch deutliche Unterschiede zur Cellosonate Nr. 1.

### 1. Satz: Adagio sostenuto ed espressivo – Allegro molto più tosto presto
Im Gegensatz zu Beethovens erster Cellosonate nimmt die Einleitung der g-Moll-Sonate einen deutlich gewichtigeren Raum ein, zudem trägt jedes Instrument diesmal eigene Themen vor. Fast den ganzen Satz über ist der Klavierpart von rollenden Triolen, der Part des Cellos dagegen von langen Melodiezügen mit ausgedehnten Legatostellen geprägt. Haupt- und Nebenthemen werden ausführlich entwickelt; inmitten der Durchführung wird ein neues Thema vorgestellt.
Bereits die Überleitungen weisen den Charakter einer Durchführung auf; die Durchführung selbst verarbeitet infolgedessen das Material der Überleitung weiter.
Dieser Satz weist den gleichen Formplan wie Beethovens Es-Dur-Klavierquartett WoO 36, Nr. 1 und Mozarts Violinsonate KV 379 auf.

### 2. Satz: Rondo: Allegro
Einen Kontrast zum ersten Satz stellt das als G-Dur-Rondo konzipierte Finale im Stil eines Kontretanzes. Der Beginn auf der Subdominante sowie sein Charakter erinnern an das Finale von Beethovens Klavierkonzert Nr. 4, G-Dur, op. 58.

## Wirkung
Beide dem König Friedrich Wilhelm II. von Preußen gewidmeten Cellosonaten wurden im Februar 1797 gedruckt und erschienen im Artaria-Verlag. Jean-Louis Duport zeigt sich hocherfreut, als er von Beethoven eine Abschrift der beiden Cellosonaten op. 5 erhielt.
Im Rahmen einer Begegnung Beethovens mit dem Kontrabassisten Domenico Dragonetti in Wien ist eine Aufführung der g-Moll-Sonate durch beide Musiker bekannt, wobei sich Beethoven nach Aussage von Samuel Appleby von Dragonettis spielerischen Fähigkeiten begeistert zeigte.

### Belege
- Begleitheft zur Doppel-CD Beethoven – Sämtliche Cellosonaten 1–5. Philips (Universal), 2004.
- Harenberg Kulturführer Kammermusik. 3., völlig neu bearbeitete Auflage. Meyers Lexikonverlag, Mannheim 2008, ISBN 978-3-411-07093-0.
- Jürgen Heidrich: Violoncellosonaten. In: Sven Hiemke (Hrsg.): Beethoven-Handbuch. Bärenreiter-Verlag Karl Vötterle GmbH & Co. KG u. a., Kassel u. a. 2009, ISBN 978-3-7618-2020-9, S. 476–482.
- Lewis Lockwood: Beethoven. Seine Musik – Sein Leben. Metzler u. a.,  Weimar u. a. 2009, ISBN 978-3-476-02231-8, S. 74 ff.

### Weiterführende Literatur
- Alexander L. Ringer: 2 Cellosonaten F-Dur und g-Moll op. 5. In: Albrecht Riethmüller, Carl Dahlhaus, Alexander L. Ringer (Hrsg.): Beethoven: Interpretationen seiner Werke. Band 1. Laaber-Verlag, Laaber 1994, ISBN 3-89007-305-0, S. 41–48.